# Casatiello
Il casatiéllo è un prodotto della cucina napoletana, un lievitato salato tipico del periodo pasquale. Gli ingredienti di base sono: farina, strutto, formaggio, salame, ciccioli e uova.
Si presume che il suo nome derivi dalla parola napoletana caso (cioè cacio, da cui casatiello), ingrediente che fa parte del suo impasto.
Il tortano è un prodotto molto simile: le due principali differenze sono l'utilizzo delle uova (nel casatiello sono posizionate anche nella parte superiore e non solo sode e a pezzettini nell'impasto come nel tortano) e quello dei salumi (nell'impasto del casatiello sono presenti vari insaccati rispetto al tortano che ne è privo).

## Storia
L'esistenza del casatiello, prodotto pasquale, è attestata almeno a partire dal Seicento.
Una conferma indiretta proviene dalla favola La gatta Cenerentola di Giambattista Basile, scrittore napoletano vissuto a cavallo tra il XVI e il XVII secolo, nel passo dove vengono descritti i festeggiamenti dati dal re per trovare la fanciulla che aveva perso la scarpetta:
(Giambattista Basile, La gatta Cenerentola)

## Caratteristiche

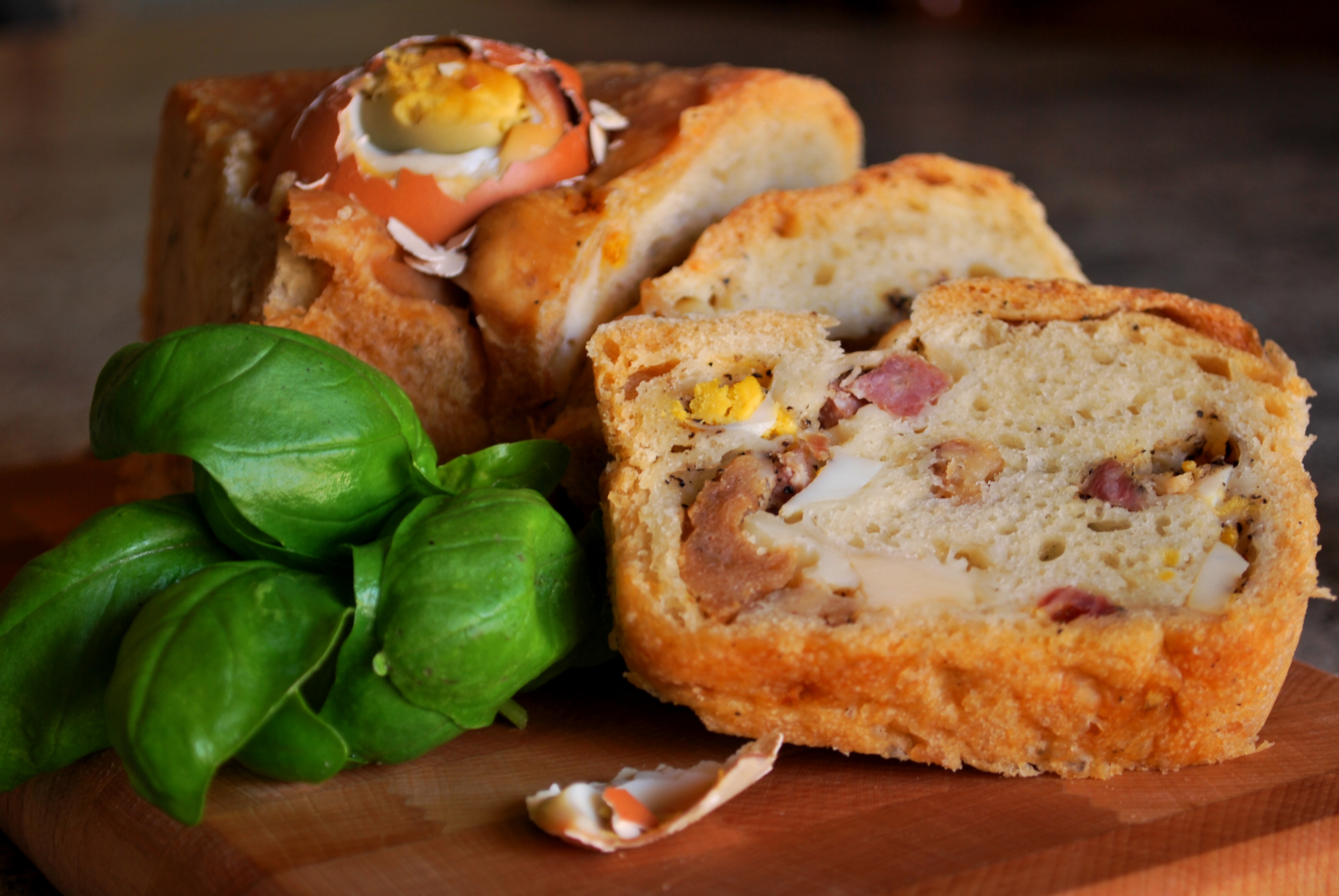
Un casatiello affettato

Il casatiello si basa su una pasta di pane arricchita con formaggio, strutto, ciccioli e altri salumi e rilievitata, quindi cotta, preferibilmente in forno a legna.
L'impasto viene lavorato a forma di ciambella, riposto in uno stampo e fatto lievitare a lungo, almeno 12 ore; se fatto con lievito rapido bastano circa 2 ore.
Il casatiello, a differenza di prodotti analoghi come il tòrtano, è tipico della pasqua, dalla quale mutua la simbologia: le strisce di pane disposte a ingabbiare le uova semi-sommerse nell'impasto rappresentano la croce su cui morì Gesù mentre l'aspetto anulare è un richiamo alla ciclicità insita nella risurrezione pasquale.
Durante la preparazione le uova sono posizionate intere e si cuociono in forno insieme all'impasto; la cottura avviene intorno ai 160-170 ºC per circa 60-75 minuti.
Il casatiello funge anche da pranzo al sacco durante le gite fuori porta tipiche del giorno di pasquetta.
Una versione dolce del casatiello è altresì composta da uova, zucchero, strutto e glassa, e decorata in superficie con i diavulilli (in napoletano per «confetti colorati»): tale variante è diffusa a Caserta ed è l'unica nota nell'area vesuviana costiera. Altre versioni dolci sono diffuse a Monte di Procida e nel nolano.